# 高里公園
高里公園（英語：Gowrie Park）是位於蘇格蘭邓迪西部的住宅區，在1970至80年代由當地發展商開發這區，所有住宅均是私人擁有，這區的街道名稱全部取名自蘇格蘭高地西部地方。